# Ремарка (кинематограф)
Ремарка — словесное воплощение непрерывного действия сценария.
Так же как и театральная ремарка (описательная часть в пьесе), сценарная ремарка должна отвечать на следующие вопросы:
- Где?
- Когда?
- Кто?
- Что свершилось?
- Каковы связи данного действия с предыдущим?.

В отличие от театральной ремарки, которая очень краткая и оставляет максимум действия для режиссёра или актёров, кино-ремарка занимает существенный объём сценария. Ремарка — это образная характеристика свершающегося в настоящий момент действия, характеристика персонажей, событий, романтических ситуаций и обстановки. Сценарная ремарка не просто называет действие, а дает его образно-кинематографическое, литературное прочтение, оставаясь точной и зримой, так как при чтении сценария мы должны видеть действие.
В системе внешних действий ремарка выявляет содержание сценария, внутреннее движение драматической ситуации.
Описательная часть сценария (ремарка) не нумеруется, границы планов не обозначаются (как в режиссёрском сценарии), но на основании авторского решения можно представить себе монтажную последовательность кусков.
Естественно, писатель, работая над сценарной ремаркой, проявляет свой литературный талант не только в строении фразы, её ритма, системе сочетаний слов и так далее, — задача его более сложная. Сценарная ремарка может быть на том же художественном уровне, что и абзац хорошей прозы (например, у Вс. Вишневского, А. Довженко, Г. Шпаликова), но она же может быть информативной, если это вытекает из существа задачи.
Тип ремарки целиком зависит от внутренней задачи произведения и, если диалог ведет действие, то ремарка поневоле становится краткой, то есть выполняет вспомогательную функцию. Но иногда описательная часть требует более подробного рассказа, особенно в случаях, когда диалог отсутствует или занимает подчиненное место.